# Línea 132 (Buenos Aires)
La Línea 132 es una línea de colectivos del Área Metropolitana de Buenos Aires. Une los barrios de Flores y Retiro, la línea es operada por la empresa Nuevos Rumbos S.A.

## Historia
Surgió de la fusión de una línea de ómnibus y otra de colectivos, ambas numeradas en un principio 101, en 1945. La línea de colectivo había sido luego renumerada a 32 antes de la fusión. El recorrido original permaneció casi inalterable al paso del tiempo, uniendo Estación Retiro con el Cementerio de Flores
Con una demanda que superaba la oferta de los diminutos colectivos, éstos fueron reemplazados en 1952 por ómnibus, renumerándose nuevamente, adoptando su actual número, el 132.
En 1961, tras gestiones fallidas del Gobierno Nacional (por medio de la Corporación de Transportes de la Ciudad de Buenos Aires de carácter mixto y luego por la totalmente estatal Administración General de Transportes de Buenos Aires), la línea se privatiza en 1961, obteniendo la licitación la empresa Rastreador Fournier S.A. hasta 1965, en donde la empresa se fragmentó, pasando la 132 a ser operada por la empresa Mayo S.A.T.A., quien le da su coloración definitiva (azul, rojo y blanco).
Tres años después, la 132 se independiza, fundándose su actual operadora, Nuevos Rumbos S.A.. El 21 de abril de 1978 inauguró la que sigue siendo su cabecera hasta la actualidad, ubicada en Av. Varela 1628.
Desde la década del 70, Nuevos Rumbos se enfocó en ofrecer servicios con unidades nuevas, y adoptando innovaciones, como la incorporación de servicios semi-diferenciales con aire acondicionado a inicios de la década de 1980 y la adquisición a partir de entonces de modelos puramente frontales (como los OC1214, OF1214 y la serie OH de Mercedes-Benz y luego los OA101 de El Detalle). A fines de la década del 70 adquiere parte del recorrido de la caducada línea 77 convirtiéndolo en el actual ramal por el centro de Flores.
En 1997 adquiere a su principal competidora, la Línea 26 operada por Transportes 17 de Agosto. Ese mismo año, y continuando con su tradición de innovar, la 132 pone en servicio regular el primer ómnibus piso bajo (un Scania L94UB carrozado por la firma brasileña Marcopolo), para luego incorporar masivamente al OA105, el modelo piso bajo de El Detalle, y en menor medida, los modelos OH1621L, OH1521Lsb y OH1721Lsb, sus equivalentes de la firma Mercedes-Benz. 
También entre ese año y los siguientes, formó con el Grupo DOTA una asociación para gestionar algunas líneas caducadas: NUDO S.A. (NUevos Rumbos + DOTA), siendo la primera de todas ellas la Línea 50.
Siguiendo con las innovaciones, en 2007 comenzó a equipar sus unidades con carteleras luminosas de Led, y un año después fue la primera en incorporar masivamente unidades articuladas (coches Mercedes-Benz O 500UA carrozados por la empresa chilena Metalpar).
Entre las unidades destacadas que tuvo la línea fueron tres intentos de incorporar el Gas natural comprimido (GNC) como combustible (en 1987 un Mercedes-Benz OH1314, en 1997 un El Detalle-Deutz OA101 y en 2019 un Scania K250UB) y una unidad propulsada por Biodiésel (Otro Scania K250UB incorporado en 2019)
Actualmente, la 132 es una de las tres líneas de Colectivos del área metropolitana de Buenos Aires en tener cuatro marcas de chasis en su flota: Mercedes-Benz, Scania, Agrale y Volvo, logro compartido con las Líneas 720 y 722 de Tigre

## Recorrido

### Línea 132 – Recorrido A – Cementerio de Flores – Retiro por Carabobo
- Ida a Estación Terminal de Ómnibus Retiro: Desde Avenida Varela n.° 1628, Por Avenida Varela, Avenida Eva Perón, Lautaro, Zuviria, Avenida Carabobo, Avenida Rivadavia, Rosario, Venezuela, Muñiz, Hipólito Yrigoyen, La Rioja, Ecuador, Bartolomé Mitre, Avenida Pueyrredón, Paraguay,Carlos Pellegrini, Avenida Santa Fe, Florida, San Martin, Avenida Eduardo Madero, Avenida Doctor José María Ramos Mejía, Avenida Antártida Argentina, Mayor Arturo P. Luisoni, Teodoro P. Fels, Gendarmería Nacional, Gilardo Girardi, Calle n.° 10 hasta Terminal de Ómnibus de Retiro.

- Regreso a Cementerio De Flores: Desde Terminal de Ómnibus Retiro por Avenida Antártida Argentina, Avenida Doctor José María Ramos Mejía, Avenida del Libertador, Avenida Leandro N. Alem, Avenida Córdoba, Avenida Pueyrredón, Avenida Rivadavia, Avenida Carabobo, Avenida Eva Perón, Pedernera, Teniente Coronel Casimiro Recuero, Avenida Varela, Saraza, Pedernera hasta Cementerio de Flores.

### Línea 132 – Recorrido B – Cementerio de Flores – Retiro por Plaza Flores
- Ida a Retiro: Desde Avenida Varela 1628 por Avenida Varela, Tandil, Pedernera, Avenida Rivadavia, Rosario, Venezuela, Muñiz, Hipólito Yrigoyen, La Rioja, Ecuador, Bartolomé Mitre, Avenida Pueyrredón, Paraguay, Carlos Pellegrini, Avenida Santa Fe, Florida, San Martin, Avenida Eduardo Madero, Avenida Doctor José María Ramos Mejía, Avenida Antártida Argentina, Mayor Arturo P. Luisoni, Teodoro P. Fels, Gendarmería Nacional, Gilardo Girardi, Calle n.° 10, hasta Terminal de Ómnibus de Retiro.

- Regreso a Cementerio de Flores: Desde Terminal de Ómnibus Retiro por Avenida Antártida Argentina, Avenida Doctor José María Ramos Mejía, Avenida del Libertador, Avenida Leandro N. Alem, Avenida Córdoba, Avenida Pueyrredon, Avenida Rivadavia, Avenida Varela, Saraza, Pedernera Donde Ingresa A Su Estación Terminal.

## Paradas
Terminal Línea 132, Avelino Díaz por Av. Varela, Hospital Piñero - Asamblea por Av. Varela, Av. Eva Perón por Varela, Rivera Indarte por Av. Eva Perón, Lautaro por Av. Eva Perón, Avenida Carabobo 932, Laferrere por Carabobo, Directorio por Carabobo, Av. Juan Bautista Alberdi por Av. Carabobo, Avenida Carabobo 22, Curapaligüe por Av. Rivadavia, Puan por Av. Rivadavia, Avenida Rivadavia por Víctor Martínez, Rosario 840, Rosario 462, Doblas por Rosario, Rosario 50, Quito por Muñiz, José Mármol por Hipólito Yrigoyen, Quintino Bocayuva por Hipólito Yrigoyen, Castro Barros por Hipólito Yrigoyen, Boedo por Hipólito Yrigoyen, Virrey Liniers por Hipólito Yrigoyen, Gral. Urquiza por Av. Hipólito Yrigoyen, Av. Rivadavia por La Rioja, Plaza Once (132), Sarmiento por Av. Pueyrredón, Av. Pueyrredón 573, Av. Pueyrredón 845, Paraguay por Av. Pueyrredón, Azcuénaga por Paraguay, Paraguay por Junín (Facultad De Medicina), Av. Callao por Paraguay, Montevideo por Paraguay, Uruguay por Paraguay, Libertad por Paraguay, Suipacha por Paraguay, Florida por Paraguay, Paraguay, Retiro (132), Retiro San Martín (132, 150), Avenida de los Inmigrantes 1902 y punta de línea Retiro (132).

## Combinaciones

### Subte de Buenos Aires
- Línea A: Plaza Miserere - Loria - Castro Barros - Río de Janeiro - Acoyte - Primera Junta - Puan - Carabobo - San José de Flores
- Línea B: Pueyrredón
- Línea C: Retiro - General San Martín
- Línea D: Callao - Facultad de Medicina
- Línea E: Retiro - Catalinas - Medalla Milagrosa - Varela
- Línea H: Córdoba - Corrientes - Once-30 de diciembre

### Trenes
- Línea Mitre: Retiro
- Línea Belgrano Norte: Retiro
- Línea San Martín: Retiro
- Línea Sarmiento: Once - Caballito - Flores

### Buses
- Terminal de Ómnibus de Retiro
- Metrobús del Bajo: paradas Ricardo Rojas, Marcelo T. de Alvear, Paraguay y Córdoba
- Metrobús 9 de julio: paradas Paraguay y Córdoba
- Centro de Trasbordo Once
- Centro de Trasbordo Flores

## Lugares de interés
A continuación, algunos lugares de interés que atraviesa en su recorrido la línea 132:
- Centro de transbordo Retiro
- Plaza Fuerza Aérea Argentina - Torre Monumental
- Complejo Catalinas Norte
- Calle Florida
- Galerías Pacífico
- Teatro Nacional Cervantes
- Plaza Lavalle
- Palacio de Aguas Corrientes
- Facultades de Medicina, Ciencias Económicas, Farmacia y Bioquímica y Odontología de la Universidad de Buenos Aires
- Plaza Dr. Bernardo Houssay
- Hospital de Clínicas José de San Martín
- Centro de Trasbordo Once - Plaza Miserere
- Hospital de Odontología Dr. José Dueñas
- Parque Rivadavia
- Caballito Shopping Center
- Plaza Primera Junta
- Tranvía histórico de la Asociación Amigos del Tranvía
- Plaza General Pueyrredón
- Basílica de San José de Flores
- Hospital Dr. Parmenio Piñero
- Cementerio San José de Flores